# Історія Америки

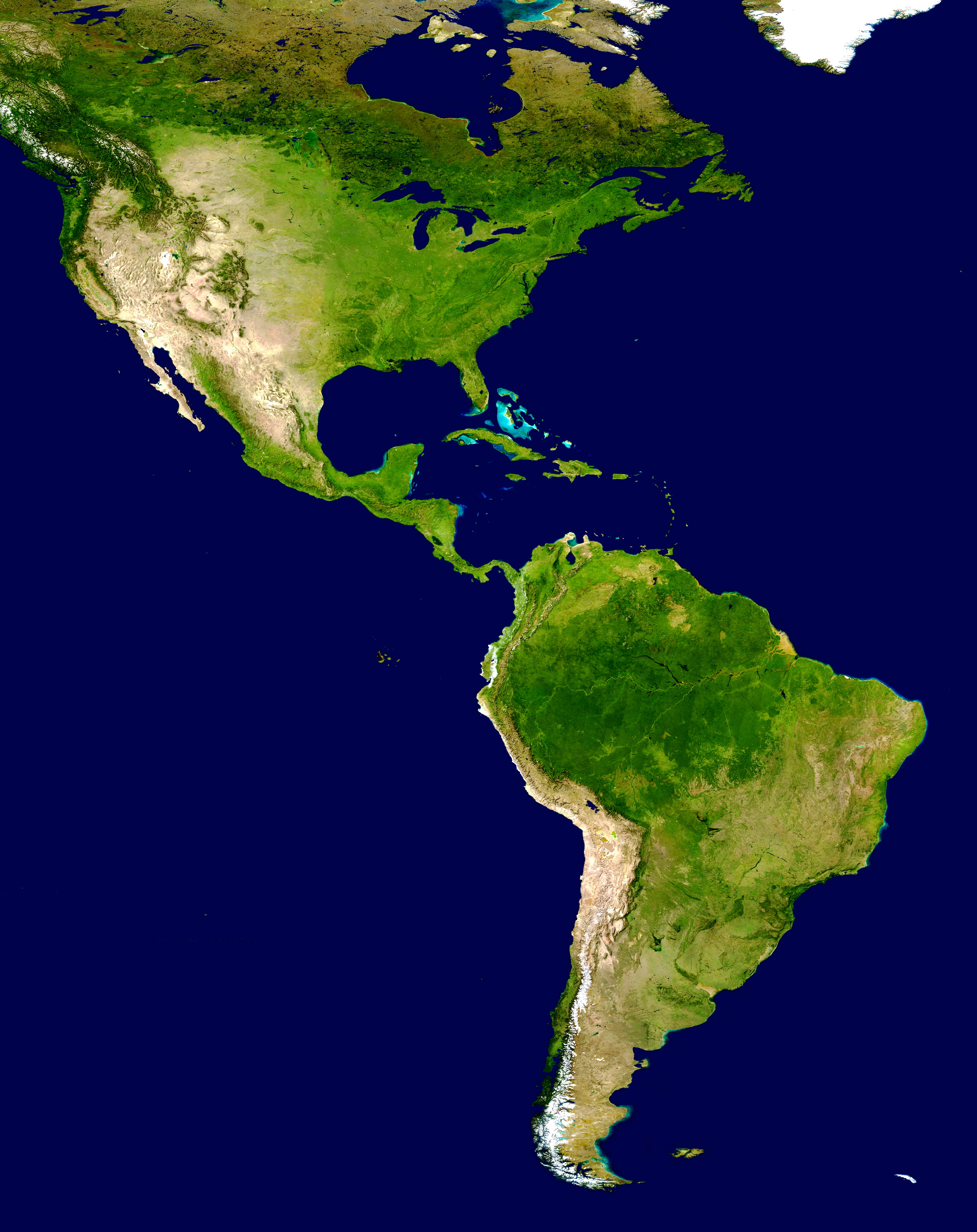
Америка з висоти 700 кілометрів над Землею

Згідно із сучасною науковою точкою зору, заселення Америки почалось приблизно 30 тисяч років тому через сухопутний перехід між Аляскою і Східним Сибіром, який існував у Льодовиковий період, проходила кількома хвилями і закінчилась приблизно 10 тисяч років тому, коли рівень світового океану перекрив перешийок між континентами. Приблизно в цей же час перші групи людей, рухаючись вздовж Тихоокеанського узбережжя і Скелястих гір досягли південних регіонів Південної Америки, а ще одна група людей мігрувала через Великі рівнини із заходу на схід в напрямку атлантичного океану.
Вважається, що нащадки перших переселенців з Азії жили ізольовано від інших континентів до X століття, коли почалась колонізація узбережжя сучасної Канади. Створені ними культури і цивілізації зазнали фатального впливу з боку європейців, які почали заселяти Америку у XV столітті після того, як у 1492 році Христофор Колумб побував на островах Вест-Індії. 1507 року відкриті землі отримали свою нинішню назву завдяки німецькому картографу Мартіну Вальдземюллеру, який назвав їх іменем італійського мореплавця Амеріго Веспуччі, котрий першим з європейців висловив припущення, що це новий континент. 1538 року голландець Герард Меркатор використав топонім «Америка» для позначення усієї західної півкулі.
У наступні роки Америка колонізувалась кількома європейськими державами, що привело до виникнення нових культур, цивілізацій і країн.

## Доколумбовий період

### Заселення Америки

Карта ранніх міграцій людства

Існує дві думки щодо міграційних потоків заселення Америки. Одна дотримується т. зв. «короткої хронології», за якою перша хвиля переселення з Азії відбулася не раніше 14 — 16 тис. років тому. Прихильники «довгої хронології» вважають, що перша група людей прибула до західної півкулі набагато раніше, можливо 20 — 50 тис. років тому кількома хвилями міграцій і закінчились коли рівень Світового океану піднявся настільки, що роз'єднав два континенти. Одним з чинників, які не дають дійти згоди, — відсутність хронологічної неперервності археологічних свідчень існування людини як в Північній, так і в Південній Америці, а також відмінність культурних свідоцтв в цих частинах світу. Одночасно залишається нез'ясованим походження людей, які мігрували з Азії до Америки через Берингію, сухопутний перехід між Аляскою і Східним Сибіром, який існував у Льодовиковий період
Найдавнішою доісторичною культурою, знайденою на території Америки, є культура Кловіс (сучасний штат Нью-Мексико, США), яка відноситься до кінця льодовикового періоду (14- 15 тисяч років тому). Аналіз ДНК представника цієї культури, проведений у 2013 році, показав, що сучасні індіанці Північної Америки — його нащадки, а він сам генетично близький до азіатів Сибіру у Далекого Сходу.

### Корінне населення Америки
англ. Genetic history of indigenous peoples of the Americas
Єдиної думки про шляхи і часові проміжки розселення перших людей, що заселили Американський континент в кінці останнього льодовикового періоду, немає, проте домінуючим є припущення, що вони рухались із сучасної Аляски на Південь в міру того, як танення льодовиків Лаврентійський і Кордильєрського (англ. Cordilleran Ice Sheet) льодовикових щитів відкривало їм шлях вздовж Скелястих гір. Інша популярна теорія дотримується думки, що міграція населення відбувалась на примітивних човнах або пішки вздовж Тихоокеанського узбережжя, а відсутність артефактів, які б підтверджували цю версію, пояснюється підняттям рівня Світового океану, який затопив їх
До початку європейської колонізації XV століття племена Америки знаходились на різних рівнях суспільного розвитку — індіанці Центральної і Південної Америки ацтеки, мая, інки жили у класовому суспільстві, в той час як більшість інших знаходилися на різних стадіях первіснообщинного ладу. Поступово склалося два основних осередки ранніх цивілізацій: Мезоамерика (території сучасних центральної й південної Мексики, Гватемали, Белізу, західні райони Гондурасу і Сальвадору) та Андська область (частина сучасної Колумбії, Еквадор, Перу, Болівія, північ Чилі).

### Культура доколумбової Америки

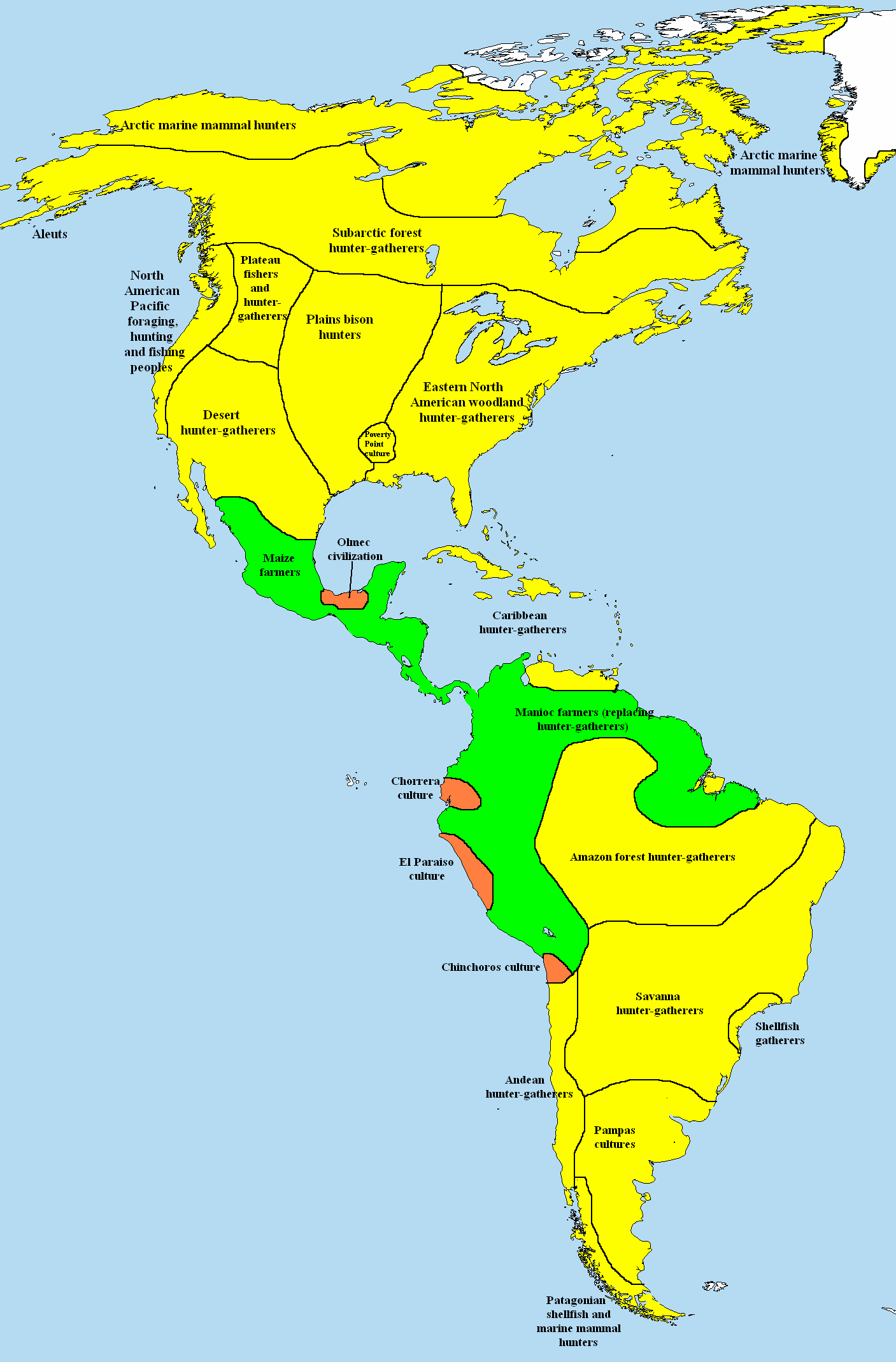
Америка близько 1000 до н. е.
мисливці-збирачі
просте землеробство
інтенсивне землеробство (племінне вождівство або цивілізації)

Серед близько 400 племен доколумбової Америки існувало безліч релігійних культів вірувань і обрядів, що склалися у різних етнічно-соціальних груп корінного населення. Значного поширення набув тотемізм і специфічна міфологія про стару і нову батьківщину, зумовлена численними міграціями індіанських племен і відповідними процесами етногенезу. Це наклало відбиток і на розвиток їх культури, яка сформувалася в умовах, коли народи доколумбової Америки перебували в географічній ізоляції протягом декількох тисячоліть.
Умовно розвиток культури доколумбової Америки періодизується наступним чином:
• Палеоіндіанський період (XXV—VIII тисячоліття — до н. е.) — люди об'єднані в невеликі кочові групи з нестаціонарними (сезонними) стоянками. Займалися збиранням, полюванням спочатку на дрібних, а потім і великих тварин; добре розвинуті кам'яні знаряддя праці.
• Архаїчний період (VIII — середина II тисячоліття до н. е.) — основу господарства складалють полювання і збирання з використанням удосконалених знарядь; зародження примітивного землеробства і ткацтва.
• Протокласичний (II тисячоліттям до н. е. — I ст. н. е.) — перехід до осілого способу життя, зумовлений появою інтенсивних форм землеробства; розвиток кераміки, скульптури, появи перших пірамід, ремесел, початок класового розшарування, формування основ наукових знань.
• Класичний період (I—IX) — поява і розвиток ранньокласових міст-держав (Теотіуакан, Шочикалько, Ель-Тахін, Тікаль, Паленке, Копан та інші) і їх об'єднань; матеріальну основу суспільств становило інтенсивне підсічно-вогневе і поливне землеробство, ремісниче виробництво. Індіанцям цього періоду були відомі золото, срібло, мідь, які піддавались складній обробці для виготовлення прикрас і знарядь праці.
• Посткласичний (X — початок XVI ст.) — переважна більшість величезних міст-держав припинила своє існування, сформувалися нові політичні і культурні центри. Утворилися царство ацтеків з центром в місті Теночтітлан, держава інків Тауантінсую, мая-тольтекська держава зі столицею Чичен-Іца, Маяпан.
Найдавнішою з відомих нині цивілізацій доколумбової Америки є ольмекська, яка існувала на південно-східному узбережжі Мексики в XIV-III ст. до н. е. Ольмеки володіли писемністю (нерозшифрована досі), храми зводили на східчастих пірамідах і приносили богам людські жертви. Головним божеством був ягуар. Найхарактернішою пам'яткою ольмекської культури є величезні кам'яні «голови» заввишки до 3 метрів і вагою до 40 тонн з обличчями, що мають виразні африканські риси. З появою крупного міста-держави Теотіуакана за півсотні кілометрів на північний схід від сучасного Мехіко почався так званий класичний період центральноамериканських культур.
Протягом VII-VIII ст. цивілізації класичного періоду були зруйновані нашестям тольтеків, які прийшли з Північної Мексики. У цей час на південному сході Мексики й на території Белізу, Гондурасу та Гватемали найвищого розквіту досягла перша крупна міська цивілізація Центральної Америки — мая, що налічувала близько 100 міст-держав, очолюваних правителями зі спадковою владою. Наприкінці XII ст. з півночі сучасної Мексики почали рух на південь ацтеки, які близько 1325 року заснували місто Теночтітлан (сучасний Мехіко). Через півтора століття місто стало центром держави, що охоплювала всю Центральну Мексику. Найвищого розквіту вона досягла при Монтесумі II (1503—1520 рр.), напередодні іспанської колонізації.
Найвідомішими цивілізаціями Південної Америки вважаються Наска (VI-VIII ст. н. е.) та теократична імперія інків — Тауантінсуйу, що склалася протягом XII-XV ст. навколо гірської громади Куско (на південному сході сучасного Перу) і охоплювала більшу частину сучасного Еквадору, Перу, значну частину Болівії, Чилі та Аргентини. У період свого найвищого розвіту (початок XVI ст.) чисельність населення імперії інків складала до 40 млн чоловік.

#### Цивілізація Тольтеків

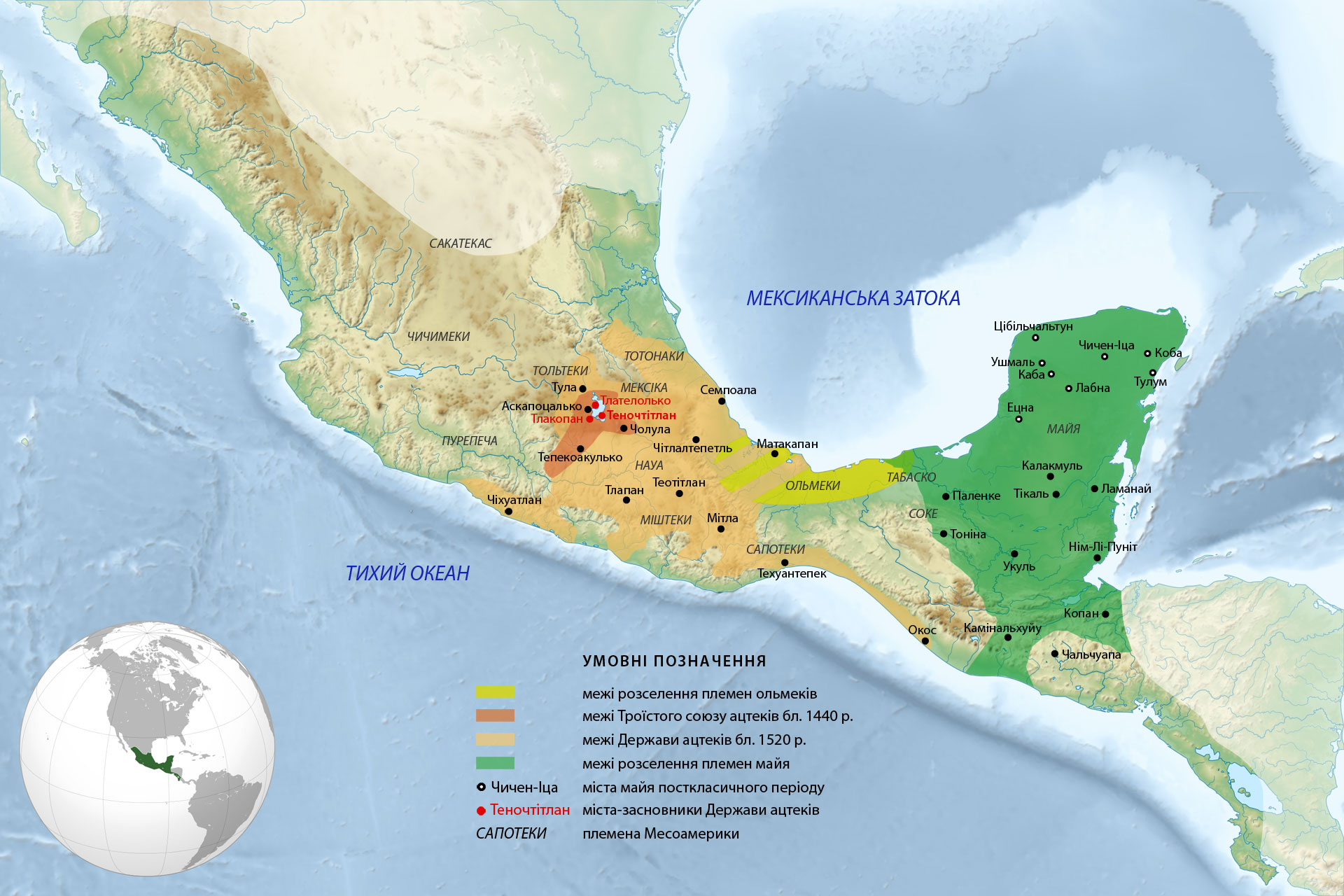
Міста і території розселення племен Месоамерики

Тольтеки мігрували на територію Центральної Мексики з півночі у VIII ст. і до кінця X століття сформували державу зі столицею у Тулі, підкоривши окремі групи мая на Юкатані. В той же час в результаті внутрішніх конфліктів в державі тольтеків від них відкололася і мігрувала на територію сучасного Сальвадора велика група населення, які влилися в цивілізацію піпіль. У другій половині XII ст. нове нашестя з півночі войовничих племен, останньою хвилею яких були ацтеки, поклало кінець пануванню тольтеків в Мексиці і на момент іспанського завоювання Мексики (XVI ст.) тольтеки давно стали легендарним народом, культура якого лягла в основу культури ацтеків.

#### Цивілізація Ацтеків
У середині XI ст. територію держави тольтеків, що знаходилась в долині сучасного Мехіко, заселило плем'я тепанеків, яке на західному березі озера Тескоко у 995 році заснувало державу Аскапоцалько. Свого найбільшого розквіту вона досягла наприкінці XIV ст. — на початку XV ст., проте у 1428 році загинула під ударами об'єднаних армій міст Теночтітлан, Тлателолько та Тлакопан. Троїстий союз цих міст, відомий в історіографії як Імперія Ацтеків, проіснував до 1521 року, коли був знищений в результаті вторгнення іспанських колонізаторов на чолі із Ернаном Кортесом.
У вузькому значені термін «ацтеки» стосується племені мешика, яке у XII ст. прийшло на територію Мексики з півночі з місцевості Ацтлан і створило Потрійний союз; в широкому сенсі, ацтеками називають всі народи науа Мексиканської долини, культура яких мала спільні корені. Держава ацтеків не була імперією в традиційному значенні цього слова — завойовуючи території, вони обкладали даниною племена і міста, де ставили своїх намісників, зберігаючи їх автономне правління і будували мережу доріг для сполучення із підкореними землями. На момент приходу іспанців у 1519 році держава ацтеків займала територію від Мексиканської затоки до Тихого океану і межувала із землями мая. Її очолював правитель (тлатоані), який обирався серед спадкових правителів найважливіших міст держави. Суспільство ацтеків поділялось на знать, воїнів, селян і рабів (права яких нагадували рабів Давньої Греції), мало систему освіти, користувалось розвиненою медициною, піктографічним письмом, сонячним календарем і сповідували політеїстичну релігію з людськими жертвоприношеннями.

#### Цивілізація Мая
Протягом I — початку II тисячоліття н. е. народ мая розселився на великій території, який включає сучасні південні штати Мексики (Табаско, Чіапас, Кампече, Юкатан і Кінтана-Роо), Беліз, Гватемалу та західні райони Сальвадору і Гондурасу. В архаїчний (2000—1500 рр. до н. е.) і в ранній періоди (1500—1000 рр. до н. е.) докласичної епохи в низинних районах Гватемали мешкали невеликі племена мисливців і збирачів, що харчувалися дикими їстівними корінням і плодами, а також дичиною і рибою. У середній формативний період (1000—400 рр. до н. е.) з'явились дрібні землеробські поселення, розкидані в джунглях і на берегах річок плато Петен і на півночі Беліза. У наступний пізній формативний період докласичної епохи (400 р. до н. е. — 250 р. н. е.) почався бурхливий ріст міст, в яких зводились архітектурні комплекси і монументальні споруди. До цього періоду відноситься поява міст Калакмуль і Цибільчальтун на півночі півострова Юкатан (Мексика), Ель-Мірадор, Яшактун, Тікаль, Накба в джунглях Петену (Гватемала), Серрос, Куельйо, Ламанай і Номуль (Беліз), Чальчуапа (Сальвадор).
Піку свого розвитку цивілізація мая досягла у 250—600 рр. н. е., коли суспільство розвинулось в систему сполучених між собою дорогами міст-держав з ієрархічною структурою суспільства. Володіння окремих міст-держав сягали 2000 кв. км, а деякі міста, наприклад Тікаль або Калакмуль, контролювали значно більші території. Політичними та культурними центрами кожного державного утворення були міста з пишними спорудами, архітектура яких являла собою місцеві або зональні варіації загального стилю архітектури мая з церемоніальними і адміністративними комплексами в центрі, оточеному житловими кварталами. За межею міст населення жило великими сім'ями в дерев'яних будинках, критих очеретом або соломою, розосереджене в невеликих селах, оточених садами і полями. Загальна чисельність мая у пізній класичний період досягала 3 млн чоловік.
До 850 року багато міст на півдні низинної зони були покинуті. З незрозумілих досі причин повністю припинилось будівництво в Паленке, Тікалі, Копані, а центр розвитку майської цивілізації переміщається на північ півострова Юкатан і західне нагір'я. Тут на короткий термін розквітають міста Ушмаль, Саїль, Кабах, Лабна і Чичен-Іца, які перевершили попередні висотою будинків, багатокімнатними палацами, більш високими і широкими ступінчастими склепіннями, витонченим різьбленням по каменю і мозаїчними фризами, величезними майданчиками для гри в м'яч. Еліта народу мая була грамотною, володіла складною системою ієрогліфічного письма, яка була найрозвинутішою в доколумбовій Америці. Мая записували свої історії та ритуальні знання в книги-звитки, з яких збереглися лише три, а решта були знищені іспанцями. Є також дуже багато прикладів текстів мая зроблених на стелах та кераміці. Мая розробили складну систему взаємозалежних ритуальних календарів, використовували математику, в якій одними з перших у світі використовували поняття нуля. У рамках своєї релігії мая практикували людські жертвоприношення.
Більшість північних міст проіснували менше 300 років, за винятком Чичен-Іци, яке дожило до 13 століття. Це місто виявляє архітектурну схожість з Тулою, заснованою тольтеками близько 900 р., що дозволяє припустити, що Чичен-Іца служила форпостом або була союзником войовничих тольтеків. У посткласичну епоху отримала розвиток морська торгівля, завдяки чому на узбережжі Юкатана та прилеглих островах виникли порти — наприклад, Тулум чи поселення на острові Косумель, через які мая торгували з ацтеками рабами, бавовною і пташиним пір'ям.
Колоніальний період в історії мая починається у 1517 році, коли спробу висадитись на Юкатані здійснили іспанці на чолі з Франсиско Ернандесом де Кордоба. Завоювання Юкатану почалось у 1528 років загоном Франсіско де Монтехо і тривало до 1697 року, коли Іспанія підкорила останнє незалежне місто мая Таясаль.

#### Цивілізація Інків

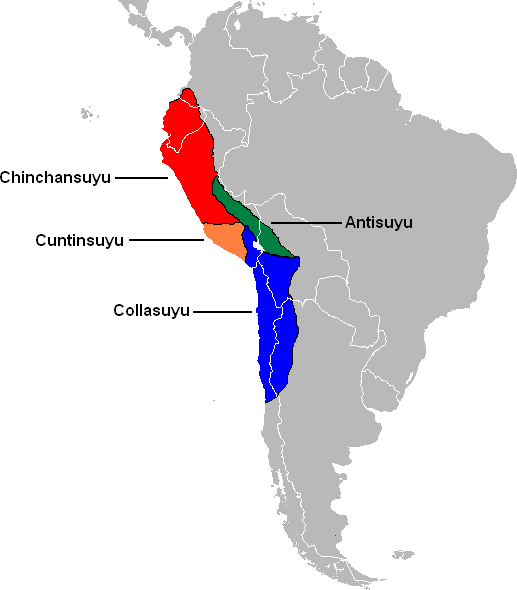
Чотири частини Держави інків: Чинчайсуйу (червоне), Кольасуйу (синє), Антисуйу (зелене) и Кунтисуйу (жовте).

Держава інків (Тауантінсуйу: кеч. Tawantin Suyu — чотири сторони світу, об'єднані разом) почала формуватись приблизно у XII ст. навколо містечка Куско у глибокій долині між двома гірськими хребтами Анд. Свого найбільшого розвитку досягла за правління Інка Пачакутека (1438—1471 рр.), який об'єднав усі племена кечуа і став першим імператором інків. Верховний інка вважався богом на землі з необмеженою владою і спирався на «інків по крові» (прямих нащадків легендарного засновника держави — Манко Капака; на початок конкісти їх було 567) та «інків за привілеєм» (вождів підкорених громад та племен). Асиміляторська політика інків в області мови, релігії та методів ведення господарства поклала початок процесу злиття різних етнічних груп у єдину давньокечуанську народність. Господарською основою Тауантінсуйу було терасне іригаційне землеробство; імперія інків виявилася єдиною державою доколумбової Америки, в котрій існувало тваринництво як особлива галузь господарської діяльності (приручені лами і альпака). У релігії головне місце посідав культ Сонця, а також перехідний до монотеїзму культ «багато-єдиного» бога Віракочі, що уособлював Сонце.
У 1530—1532 рр. Тауантінсуйу було послаблене міжусобною боротьбою за престол між братами Атауальпою (представником т. зв. династії Кіто) і Уаскаром (представником династії Куско), що полегшило захоплення імперії іспанцями на чолі з Франсиско Пісарро, який вперше з'явився на території сучасного Перу в 1525 році. Через сім років вирушив у свій третій похід до Перу, в 1533 році стратив Великого інку Атауальпу, а в 1536 році завоював Куско. Держава інків припинила своє існування в 1572 році зі смертю її останнього правителя Тупака Амару.

## Європейська колонізація

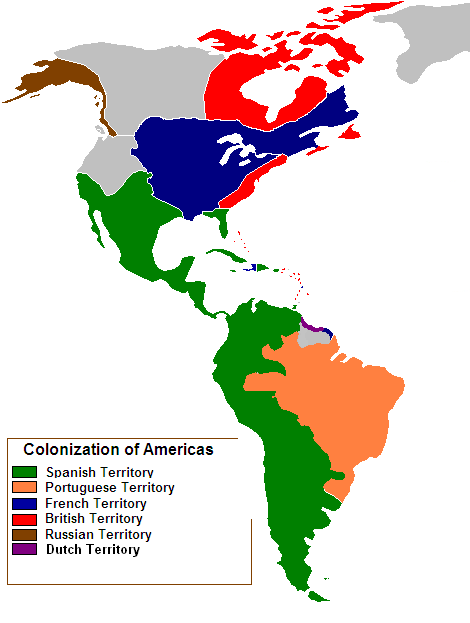
Території в Америці, колонії або претензії великих європейських держав, на 1750 рік

Початок європейської колонізації Америки, як правило, датуються 1492 роком, хоча першими європейцями, що досягли Америки були вікінги («Норсі»), які у 11 столітті створили декілька колоній в Гренландії і одне тимчасове поселення Л'Анс-о-Медоуз (L'Anse aux Meadows) в норвезькому районі Вінланд, сьогоденний Ньюфаундленд. Поселення в Гренландії існували впродовж декількох століть. Першими державами, що розпочали колонізацію Америки, були Іспанія і Португалія, які до середини 16 століття отримали контроль над більшою частиною Південної, всією Центральною Америкою та півднем Північної Америки, окрім раніше завойованих територій Карибського басейну. У 17 столітті колонії на Американському континенті заснували Англія, Франція та Голландія, у 18 столітті — Данія-Норвегія відродили свої колишні колонії в Ґренландії, Російська імперія заснувала поселення на Алясці.
За перші півтора століття після подорожі Колумба корінне населення Південної та Північної Америки зменшилось приблизно на 80 % (від близько 50 млн в 1492 році до 8 млн у 1650 році), переважно, через спалахи інфекційних захворювань завезених переселенцями зі Старого світу, — епідемії натуральної віспи (1518, 1521, 1525, 1558, 1589), епідемічного висипного тифу (1546), грипу (1558), дифтерії (1614) і кору (1618) привели до культурного хаосу і політичного краху місцевих цивілізацій.
До середини XVI-го століття на американському континенті домінувала Іспанія, колоніальні володіння якої тягнулися від мису Горн до Нью-Мексико і увійшли до віце-королівств Нова Іспанія та Нова Гранада. Ситуація змінилась після поразки Іспанії у війні проти Англії — попри внутрішньополітичну кризу, Англія зуміла досягти домінування на морі і з 1607 по 1732 рік у Північній Америці було засновано тринадцять колоній, які у 1775 році повстали проти метрополії і проголосили незалежність. На цей момент Велика Британія, як спадкоємниця Англії, володіла колоніями на території сучасної Канади, в Карибському морі, а також в Центральній та Південній Америці.
Французька колонізація Америки почалась у 1524 році з пошуку шляху з Атлантики до Тихого океану і до XVIII ст. Франція заснувала колонії на сході, в центрі та півдні Північної Америки (відомі під загальною назвою Нова Франція), на декількох Карибських островах та у Південній Америці.

### Колоніальний період

#### Англійські колонії
Після 1707 року — британські колонії
- Британська Північна Америка (1607– 1783)
  - Тринадцять колоній (1607—1783)
  - Земля Руперта (1670—1870)
  - Британська Колумбія (1793—1871)
- Британська Вест-Індія
- Беліз (Британський Гондурас)

#### Голландські колонії

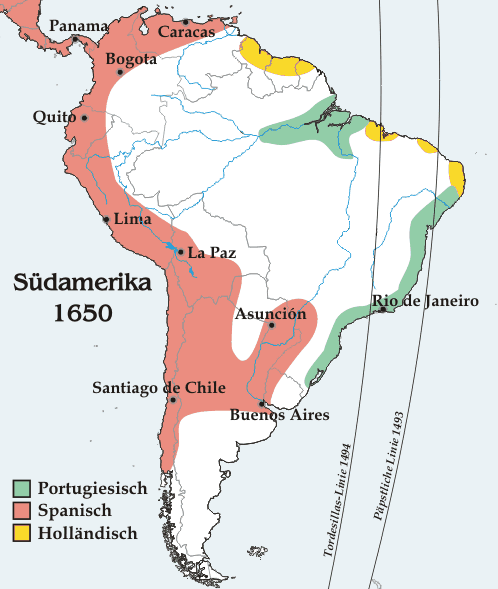
Південна Америка, близько 1650 року
Голландські володіння
Іспанські володіння
Португальські володіння

- Нові Нідерланди (нід. Nieuw-Nederland, 1609—1667; займала території сучасних штатів Нью-Йорк, Нью-Джерсі, Коннектикут і частково — Пенсільванії та Род-Айленду)
- Ессекібо (нід. Essequebo, 1616—1815; на північному узбережжі Південної Америки)
- Віргінські острови (1625—1680)
- Бербіс (нід. Kolonie Berbice, 1627—1815)
- Новий Валхерен (нід. Nieuw-Walcheren, 1628—1677)
- Голландська Бразилія (нід. Nieuw-Holland, 1630—1654)
- Померон (нід. Kolonie Pomeroon, 1650—1689)
- Каєнна (нід. Nederlands Cayenne, 1658—1664)
- Демерара (нід. Kolonie Demerara, 1745—1815)
- Суринам (нід. Nederlands Cayenne, 1667—1954)
- Кукакао та залежні території (нід. Kolonie Curaçao en onderhorigheden, 1634—1954)
- Сінт-Естатіус та залежні території (нід. Kolonie Sint Eustatius en onderhorigheden, 1636—1954)

#### Данські колонії
- Данська Вест-Індія (1754—1917)
- Ґренландія (1814-до нашого часу)

#### Ірландські колонії
- Ньюфаундленд і Лабрадор (1845—1918)

#### Іспанські колонії
- Куба (до 1898)
- Нова Гранада (1717—1819)
  - Генерал-капітанство Венесуела
- Нова Іспанія (1535—1821)

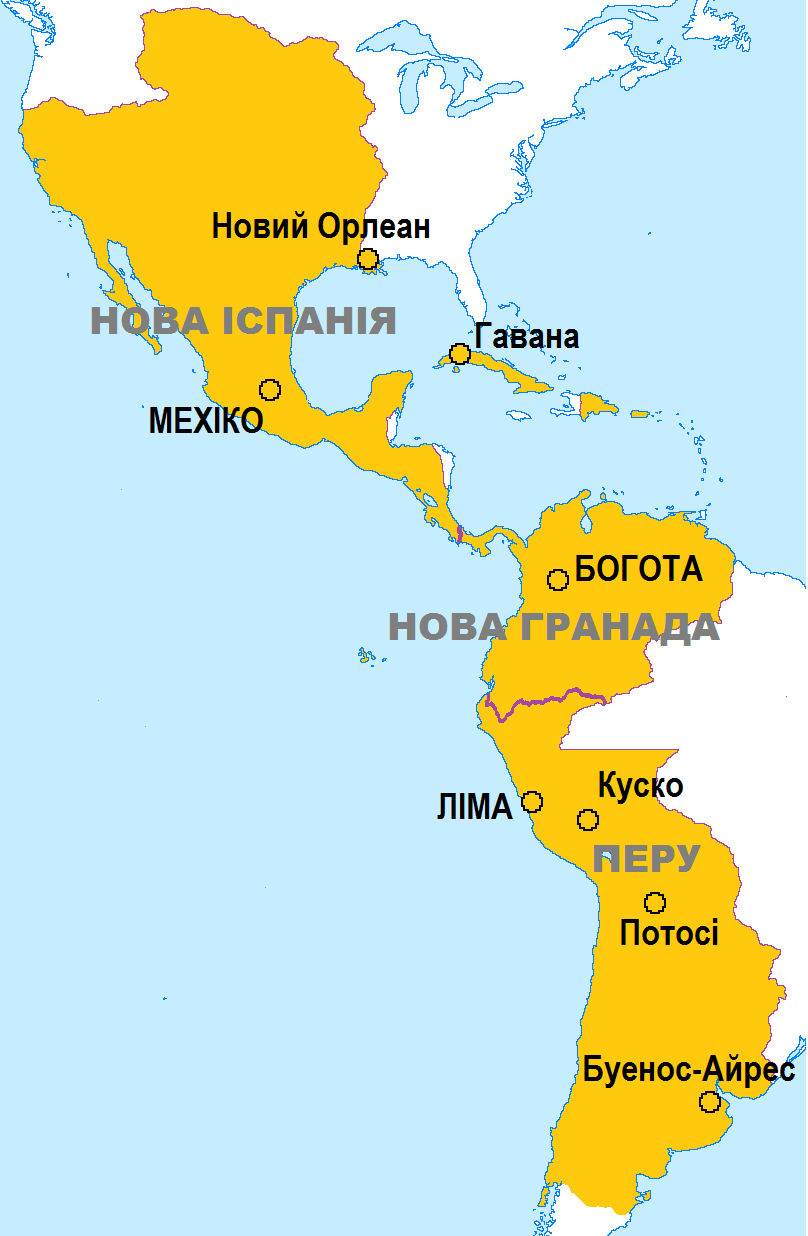
Іспанські колонії в Новому Світі (1764)

  - Нова Екстремадура (ісп. Nueva Extremadura, частина Нової Іспанії на території сучасних штатів Техас і півночі Мексики)
  - Нова Галіція (ісп. Nueva Galicia, на території кількох штатів сучасної Мексики)
  - Віце-королівство Новий Леон (ісп. Nuevo Reino de León, на території сучасного мексиканського штату Нуево-Леон)
  - Віце-королівство Новий Сантандер (ісп. Nuevo Santander, на території сучасного мексиканського штату Тамауліпас)
  - Новий Біскай (ісп. Nueva Vizcaya, на території сучасного мексиканського штатів Чіуауа і Дуранго)
  - Каліфорнії (ісп. Las Californias, землі на північному заході віце-королівства Нова Іспанія; у 1768 році увійшли до Генерал-капітанства Внутрішніх Провінцій)
  - Нова Мексика (ісп. Santa Fe de Nuevo México, територія сучасного штату Нью-Мексико, США)
- Віце-королівство Перу (1542—1824)
  - Генерал-капітанство Чилі
- Пуерто-Рико (1493—1898)
- Віце-королівство Ріо-де-ла-Плата (1776—1814)
- Генерал-капітанство Санто-Домінго (ісп. Capitanía General de Santo Domingo, 1493—1795; сучасний острів Гаїті)

#### Курляндські колонії
Колонії Герцогства Курляндії і Семигалії
- Тобаго (1654—1689)

#### Мальтійські колонії
- Сен-Бартельмі (1651—1665)
- Сент-Кіттс (1651—1665)
- Санта-Крус (1651—1665)
- Сен-Мартен (1651—1665)

#### Норвезькі колонії
- Ґренландія (986—1814)
- Вінланд (11 століття)
- Дансько-норвезька Вест Індія (1754—1814)
- Острови Свердрупа (англ. Sverdrup Islands, 1898—1930)
- Земля Еріка Рудого (норв. Eirik Raudes Land, 1931—1933)

#### Португальські колонії
- Колоніальна Бразилія (1500—1815)
  - Сполучене королівство Португалії, Бразилії й Алгарве (1815—1822))
  - Бразильська імперія (1822—1889))
- Лабрадор (порт. Terra Nova e Labrador, 1499/1500–?)
- Ньюфаундленд (порт. Terra Nova dos Bacalhaus, 1501—1696)
- Нова Шотландія (порт. Nova Escócia, 1519?–1520s?)
- Барбадос (1536—1620)
- Колонія-дель-Сакраменто (1680—1705/1714-1762/1763-1777, 1811—1817))
- Сім східних місій (1750-1808)
- Сісплатина (порт. Cisplatina, 1811—1822, нині — Уругвай)
- Уругвай (1680-1777) і (1815-1824)
- Французька Гвіана (1809—1817)

#### Російські колонії
- Російська Америка (Аляска) (1799—1867)
- Форт Росс (Північна Каліфорнія) (1812-1841)

#### Французькі колонії
- Нова Франція (1604—1763)
  - Акаді (1604—1713)
  - Канада (1608—1763)
  - Луїзіана (1699—1763, 1800—1803)
  - Ньюфаундленд (1662—1713)
  - Іль-Руаяль (1713—1763)

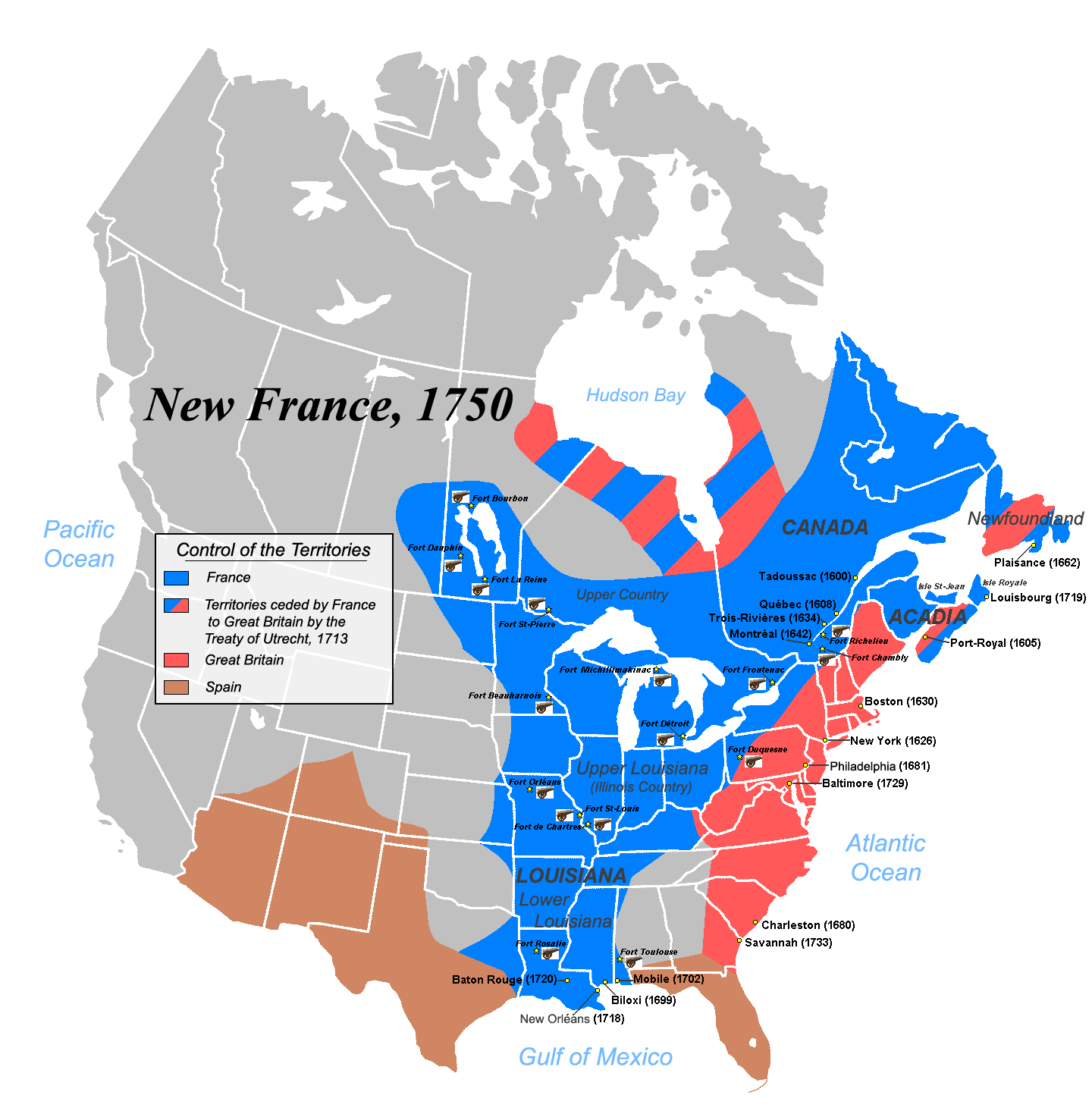
Нова Франція (1750)

- Французька Гвіана (з 1763- до наших днів)
- Французька Вест-Індія
  - Сан-Домінго (1659—1804, зараз Гаїті)
  - Гренада
  - Санта-Крус (Віргінські острови)
  - Сент-Вінсент і Гренадини
  - Сент-Кіттс
  - Сент-Люсія
  - Теркс і Кайкос
  - Тобаго
- Антарктична Франція (фр. France Antarctique, 1555—1567; перша французька колонія в Південній Америці — в районі сучасного міста Ріо-де-Жанейро)
- Екваторіальна Франція (Бразилія) (фр. France Équinoxiale, 1612—1615; друга французька колонія в Південній Америці — в районі сучасного міста Сан-Луїс)

#### Шведські колонії
- Нова Швеція (1638—1655)
- Сен-Бартельмі (1785—1878)
- Гваделупа (1813—1815)

#### Шотландські колонії
- Нова Шотландія (1622—1632)
- Новий Хелловей (1625—1632)
- Дарьєн (1698—1700)

### Деколонізація
(порт. Guerra da independência do Brasil)
 (порт. Guerra de Independencia de Venezuela)
 (порт. Guerra de Independencia cubana)

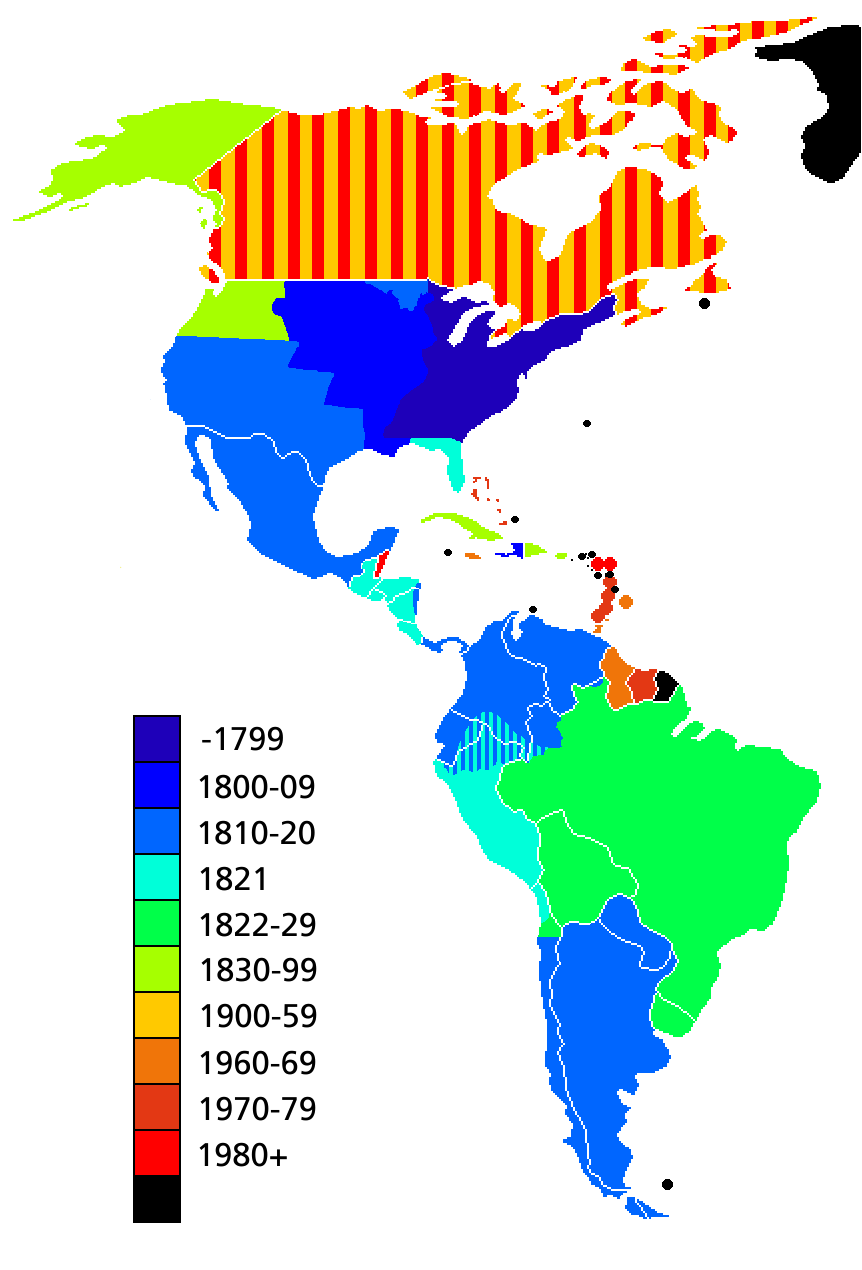
Здобуття незалежності країнами Америки

Звільнення колоній на американському континенті почалось із проголошення 4 липня 1776 року тринадцятьма британськими колоніями незалежності, яка була визнана у 1783 році після тривалої війни, — за Паризьким договором було визнано суверенітет нової держави, США, над територією, що простягалась від кордонів сучасної Канади на півночі, Флориди на півдні та річки Міссісіпі на заході.
Канадські колонії, які брали активну участь у війні 1812 року між Сполученими Штатами і Британською Імперією, в 1839 році були об'єднані в єдину британську колонію Сполучена Провінція Канади. За результатами Орегонського Договору в 1849 році було створено колонію острова Ванкувер, а в 1858-у — колонію Британська Колумбія, які разом із Новою Шотландією, Нью-Брансвіком у 1867 році увійшли до Канадської конфедерації. У сучасних кордонах Канада остаточно сформувалась у 1949 році, коли до неї був приєднаний домініон Ньюфаундленд, а сама країна отримала фактичну незалежність.
У 1804 році було проголошено незалежність французької колонії Сан-Домінге, де у 1791 році під впливом подій у революційній Франції піднялось повстання рабів — під назвою Гаїті вона стала першою незалежною державою Латинської Америки. Рік перед цим Франція, щоб зосередитись на війнах в Європі, продала свою колонію Луїзіана США, завдяки чому вони подвоїли свою площу. 1868 року США придбали у Росії півострів Аляска і Алеутські острови.
Іспанські колонії завоювали незалежність у першій чверті XIX-го століття в ході воєн, які почались із ослабленням метрополії під час французької окупації Іспанії. Колишні іспанські володіння не вдалось утримати в одній політичній системі, досить швидко колишні віце-королівства Нова Іспанія та Нова Гранада розпались на окремі незалежні держави.
У 1822 році син португальського короля Жуана VI проголосив незалежність Бразильського королівства і того ж року Педро I став її першим імператором.
Остаточно сучасна політична карта Америки почала формуватись в XIX ст. після воєн між суверенними державами (Аргентино-бразильська війна, Війна Потрійного Альянсу, Тихоокеанська війна, Франко-індіанська війна) та численних війн США з індіанцями, Мексикою і Іспанією, яка до початку XX втратила всі свої колоніальні володіння на континенті.

## Війни на території Америки та за участю країн Америки

### XVI-XVIIст.
- Іспанське завоювання інків (1532—1572)
- Голландсько-португальська війна (1602—1661)
- Джеймстаунська різанина (англ. Indian massacre of 1622, 1622)
- Свиняча війна (1640)
- Боброві війни (англ. Beaver Wars, 1640—1701)
- Англо-іспанська війна (1654—1660)
- Війна Короля Філіпа (1675—1676)
- Повстання пуебло (англ. Pueblo Revolt, 1680)

### XVIIIст.
- Війна королеви Анни (англ. Queen Anne's War, 1702—1713)
- Іспано-португальська війна (1735—1737)
- Франко-індіанська війна (1754—1763)
- Семирічна війна (1756—1763)
- Повстання Понтіака (1763—1766)
- Війна за незалежність США (1775—1783)
- Іспано-португальська війна (1776—1777)
- Війни чикамога (англ. Cherokee–American wars, 1776—1794)
- Північно-західна індіанська війна (англ. Northwest Indian War, 1785—1795)
- Повстання через віскі (англ. Whiskey Rebellion, 1791—1794)
- Піратська війна (англ. Quasi-War, 1798—1800)

### XIXст.
- Перша берберійська війна (1801—1805)
- Війна за незалежність Болівії (1809—1825)
- Війна за незалежність Аргентини (1810—1816)
- Війна за незалежність Чилі (1810—1826)
- Війна Текумсе (англ. Tecumseh's War, 1811—1812)
- Англо-американська війна (1812—1815)
- Крикська війна (1813—1814)
- Друга берберійська війна (1812—1816)
- Перша семінольська війна (англ. First Seminole War, 1816—1819)
- Експедиція для визволення Перу (ісп. Expedición Libertadora del Perú, 1820)
- Техасько-індіанська війна (англ. Texas–Indian wars, 1820—1875)
- Війна арікара (англ. Arikara War, 1823)
- Війна проти грецьких піратів (англ. Aegean Sea Anti-Piracy Operations, 1825—1828)
- Аргентино-бразильська війна (1825—1828)
- Війна віннебаго (англ. Winnebago War, 1827)
- Колумбійсько-перуанська війна (1828—1829)
- Перша експедиція на Суматру (англ. First Sumatran expedition, 1832)
- Війна Чорного Яструба (1832)
- Війна за незалежність Техасу (1835—1836)
- Друга семінольська війна (1835—1842)
- Війна Фаррапус (1835—1845)
- Війна проти Перуано-болівійської конфедерації (1836—1839)
- Друга експедиція на Суматру (англ. Second Sumatran expedition, 1838)
- Арустукська війна (1838—1839)
- Перша Франко-мексиканська війна (1838—1839)

Американо-мексиканська війна, 1846—1848

- Американо-мексиканська війна (1846—1848)
- Війна з кайюсами (англ. Cayuse War, 1847—1855)
- Війни з апачами (англ. Apache Wars, 1849—1924)
- Війна проти Орібе і Росаса (1851—1852)
- Війна у П'юджет-Саунд (англ. Puget Sound War, 1855—1856)
- Війна Якама (англ. Yakima War, 1855—1858)
- Третя семінольська війна (англ. Third Seminole War, 1855—1858)
- Друга опіумна війна (1856—1860)
- Війна в Юті (англ. Utah War, 1857—1858)
- Війни з навахо (англ. Navajo Wars, 1858—1866)
- Війна за реформу (1859—1861)
- Громадянська війна в США (1861—1865)
- Друга франко-мексиканська війна (1861—1867)
- Війни з сіу (англ. Dakota War, 1862)
- Війна в Колорадо (англ. Colorado War, 1863—1865)
- Уругвайська війна (1864—1865)
- Парагвайська війна (1864—1870)
- Іспано-південноамериканська війна (1864—1883)
- Війна Червоної Хмари (1866—1868)
- Війна з команчі (англ. Comanche Campaign, 1867—1875)
- Десятилітня війна (1868—1878)
- Корейська експедиція (англ. United States expedition to Korea, 1871)
- Завоювання пустелі (1871—1884)
- Модокська війна (англ. Modoc War, 1872—1873)
- Війна на Ред-Рівер (англ. Red River War, 1874—1875)
- Війна за Чорні Пагорби (1876—1877)
- Війна не-персе (англ. Nez Perce War, 1877)
- Війна з шаєнами (англ. Northern Cheyenne Exodus, 1878—1879)
- Тихоокеанська війна (1879—1883)
- Іспансько-американська війна (1898)
- Бананові війни (1898—1934)
- Філіппінсько-американська війна (1898—1934)

### XXст.
- Мексиканська революція (1910—1917)
- Прикордонна війна (1910—1919)
- Американська окупація Нікарагуа (1912—1923)
- Перша світова війна (1914—1918)

- Американська окупація Гаїті (1915—1934)
- Громадянська війн в Домінікані (1916—1924)
- Мексиканська експедиція Панчо Вілья (1916—1917)
- Чакська війна (1932—1935)
- Друга світова війна (1939—1945)
- Перуансько-еквадорська війна (1941)
- Корейська війна (1950—1953)
- Війна у В'єтнамі (1959—1975)
- Окупація Домініканської Республіки (1965—1966)
- Футбольна війна (1969)
- Війна Пакіша (1981)
- Фолклендська війна (1982)
- Вторгнення США в Гренаду (1983)
- Вторгнення США в Панаму (1989—1990)
- Війна в Перській затоці (1990—1991)
- Вторгнення США на Гаїті (1994—1995)
- Війна Альто-Сенепа (1995)

### XXIст.
- Війна в Афганістані (2001—2014)
- Війна в Іраку (2003—2011)

## Наш час
Країни та території Північної, Центральної та Південної Америки.
| Країна чи територія                                               | Площа (км²) | Населення (оцінка 2008) | Щільність населення (на км²) | Столиця         |
| ----------------------------------------------------------------- | ----------- | ----------------------- | ---------------------------- | --------------- |
| Північна Америка                                                  |             |                         |                              |                 |
| Бермудські Острови (Велика Британія)                              | 54          | 65 000                  | 1203.7                       | Гамільтон       |
| Гренландія (Данія)                                                | 2 166 086   | 57 000                  | 0.026                        | Нуук            |
| Канада                                                            | 9 984 670   | 33 573 000              | 3.4                          | Оттава          |
| Мексика                                                           | 1 964 375   | 112 322 757             | 57.1                         | Мехіко          |
| Сен-П'єр і Мікелон (Франція)                                      | 242         | 6000                    | 24.8                         | Сен-П'єр        |
| США                                                               | 9 629 091   | 311 630 000             | 32.7                         | Вашингтон       |
| Центральна Америка                                                |             |                         |                              |                 |
| Беліз                                                             | 22 966      | 307 000                 | 13.4                         | Бельмопан       |
| Гватемала                                                         | 108 889     | 14 027 000              | 128.8                        | Гватемала       |
| Гондурас                                                          | 112 492     | 7 466 000               | 66.4                         | Тегусігальпа    |
| Коста-Рика                                                        | 51 100      | 4 579 000               | 89.6                         | Сан-Хосе        |
| Нікарагуа                                                         | 130 373     | 5 743 000               | 44.1                         | Манагуа         |
| Панама                                                            | 75 417      | 3 454 000               | 45.8                         | Панама          |
| Сальвадор                                                         | 21 041      | 6 163 000               | 293.0                        | Сан-Сальвадор   |
| Карибське море                                                    |             |                         |                              |                 |
| Американські Віргінські Острови (США)                             | 347         | 110 000                 | 317.0                        | Шарлотта-Амалія |
| Ангілья (Велика Британія)                                         | 91          | 15 000                  | 164.8                        | Валлі           |
| Антигуа і Барбуда                                                 | 442         | 88 000                  | 199.1                        | Сент-Джонс      |
| Аруба (Нідерланди)                                                | 180         | 107 000                 | 594.4                        | Ораньєстад      |
| Багамські Острови                                                 | 13 943      | 342 000                 | 24.5                         | Нассау          |
| Барбадос                                                          | 430         | 256 000                 | 595.3                        | Бриджтаун       |
| Бонайре (Нідерланди)                                              | 294         | 12 093                  | 41.1                         | Кралендейк      |
| Британські Віргінські Острови (Велика Британія)                   | 151         | 23 000                  | 152.3                        | Род-Таун        |
| Гаїті                                                             | 27 750      | 10 033 000              | 361.5                        | Порт-о-Пренс    |
| Гваделупа (Франція)                                               | 1628        | 401 784                 | 246.7                        | Бас-Тер         |
| Гренада                                                           | 344         | 104 000                 | 302.3                        | Сент-Джорджес   |
| Домініка                                                          | 751         | 67 000                  | 89.2                         | Розо            |
| Домініканська Республіка                                          | 48 671      | 10 090 000              | 207.3                        | Санто-Домінго   |
| Кайманові Острови (Велика Британія)                               | 264         | 56 000                  | 212.1                        | Джорджтаун      |
| Куба                                                              | 109 886     | 11 204 000              | 102.0                        | Гавана          |
| Кюрасао (Нідерланди)                                              | 444         | 140 794                 | 317.1                        | Віллемстад      |
| Мартиніка (Франція)                                               | 1128        | 397 693                 | 352.6                        | Фор-де-Франс    |
| Монтсеррат (Велика Британія)                                      | 102         | 6000                    | 58.8                         | Плімут; Брейдс  |
| Острови Теркс і Кайкос (Велика Британія)                          | 948         | 33 000                  | 34.8                         | Коберн-Таун     |
| Пуерто-Рико (США)                                                 | 8870        | 3 982 000               | 448.9                        | Сан-Хуан        |
| Саба (Нідерланди)                                                 | 13          | 1537                    | 118.2                        | Боттом          |
| Сен-Бартельмі (Франція)                                           | 21          | 7448                    | 354.7                        | Густавія        |
| Сент-Кіттс і Невіс                                                | 261         | 52 000                  | 199.2                        | Бастер          |
| Сент-Люсія                                                        | 539         | 172 000                 | 319.1                        | Кастрі          |
| Сен-Мартен (Франція)                                              | 54          | 29 820                  | 552.2                        | Маріго          |
| Сент-Вінсент і Гренадини                                          | 389         | 109 000                 | 280.2                        | Кінгстаун       |
| Сінт-Естатіус (Нідерланди)                                        | 21          | 2739                    | 130.4                        | Ораньєстад      |
| Сінт-Мартен (Нідерланди)                                          | 34          | 40 009                  | 1176.7                       | Філіпсбург)     |
| Тринідад і Тобаго                                                 | 5130        | 1 339 000               | 261.0                        | Порт-оф-Спейн   |
| Ямайка                                                            | 10 991      | 2 719 000               | 247.4                        | Кінгстон        |
| Південна Америка                                                  |             |                         |                              |                 |
| Аргентина                                                         | 2 766 890   | 40 677 348              | 14,3                         | Буенос-Айрес    |
| Болівія                                                           | 1 098 580   | 8 857 870               | 8,1                          | Сукре           |
| Бразилія                                                          | 8 514 877   | 191 908 598             | 22,0                         | Бразиліа        |
| Венесуела                                                         | 912 050     | 26 414 815              | 27,8                         | Каракас         |
| Гаяна                                                             | 214 970     | 770 794                 | 3,6                          | Джорджтаун      |
| Колумбія                                                          | 1 138 910   | 45 013 674              | 37,7                         | Богота          |
| Парагвай                                                          | 406 750     | 6 347 884               | 15,6                         | Асунсьйон       |
| Перу                                                              | 1 285 220   | 27 925 628              | 21,7                         | Ліма            |
| Суринам                                                           | 163 270     | 438 144                 | 2,7                          | Парамарибо      |
| Уругвай                                                           | 176 220     | 3 477 778               | 19,4                         | Монтевідео      |
| Фолклендські Острови (спірні між Великою Британією та Аргентиною) | 12 173      | 2 967                   | 0,24                         | Порт-Стенлі     |
| Французька Гвіана (Франція)                                       | 91 000      | 209 000                 | 2,1                          | Каєнна          |
| Чилі                                                              | 756 950     | 16 454 143              | 21,1                         | Сантьяго        |
| Еквадор                                                           | 283 560     | 13 927 650              | 47,1                         | Кіто            |
| Південна Джорджія та Південні Сандвічеві Острови                  | 3 093       | 20                      | 0                            | Грютвікен       |
|                                                                   | 42 325 508  | 924 146 733             | 21,8                         |                 |